# آدلسرید
ادلسراید (به آلمانی: Adelsried) یک شهر در آلمان است که در بایرن واقع شده‌است.

## خصوصیات
ادلسراید ۹٫۷ کیلومترمربع مساحت دارد ۴۸۵ متر بالاتر از سطح دریا واقع شده‌است.